# گوغت
گوغت (به ارمنی: Գողթ) یک شهر در ارمنستان است که در استان کوتایک واقع شده‌است.  در  کیلومتری شمال هرازدان، مرکز استان کوتایک واقع شده است.

## خصوصیات
گوغت ۱۲٫۳۸ کیلومترمربع مساحت و ۲٬۰۳۹ نفر جمعیت دارد و ۱٬۶۰۰ متر بالاتر از سطح دریا واقع شده‌است. 

## نگارخانه

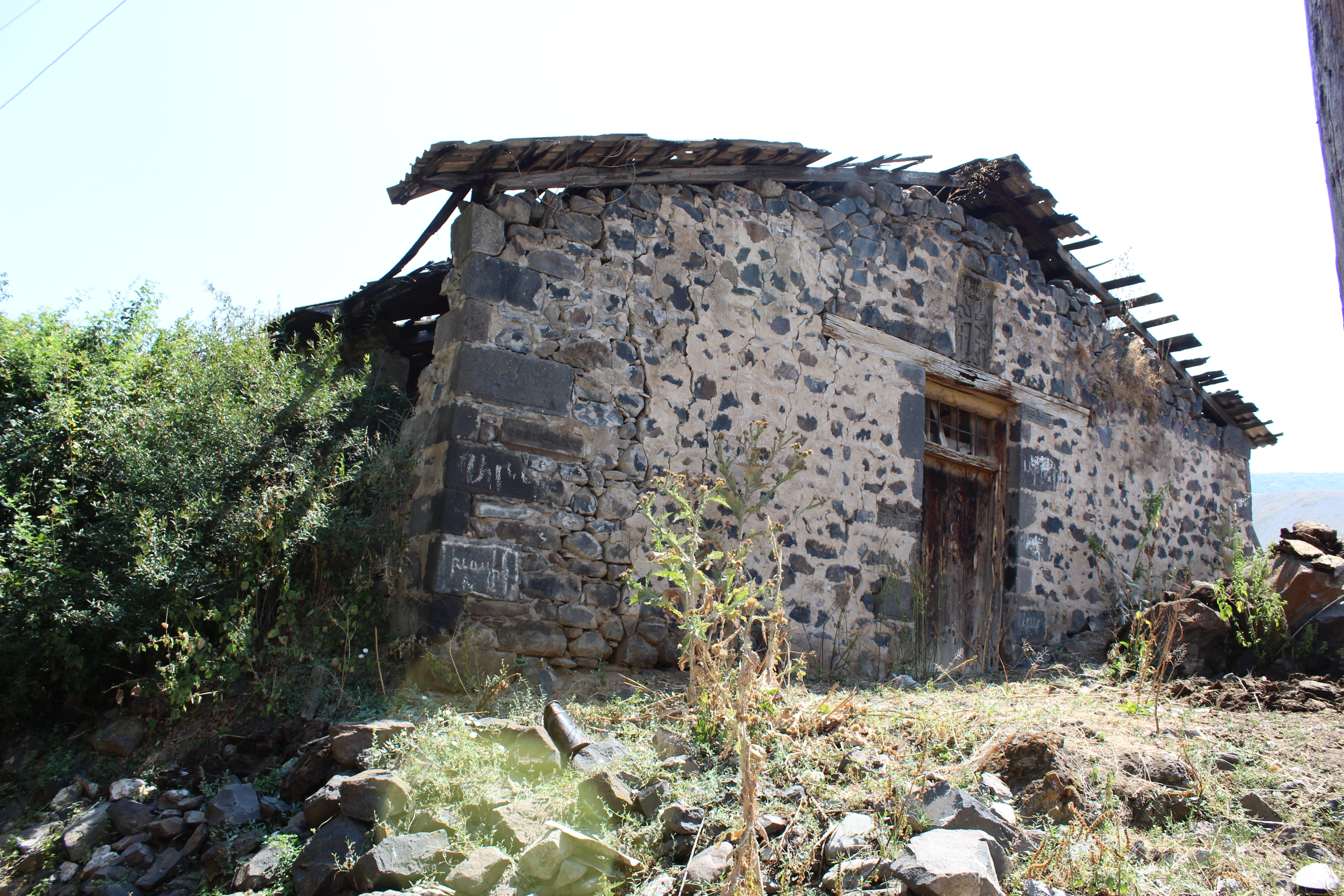
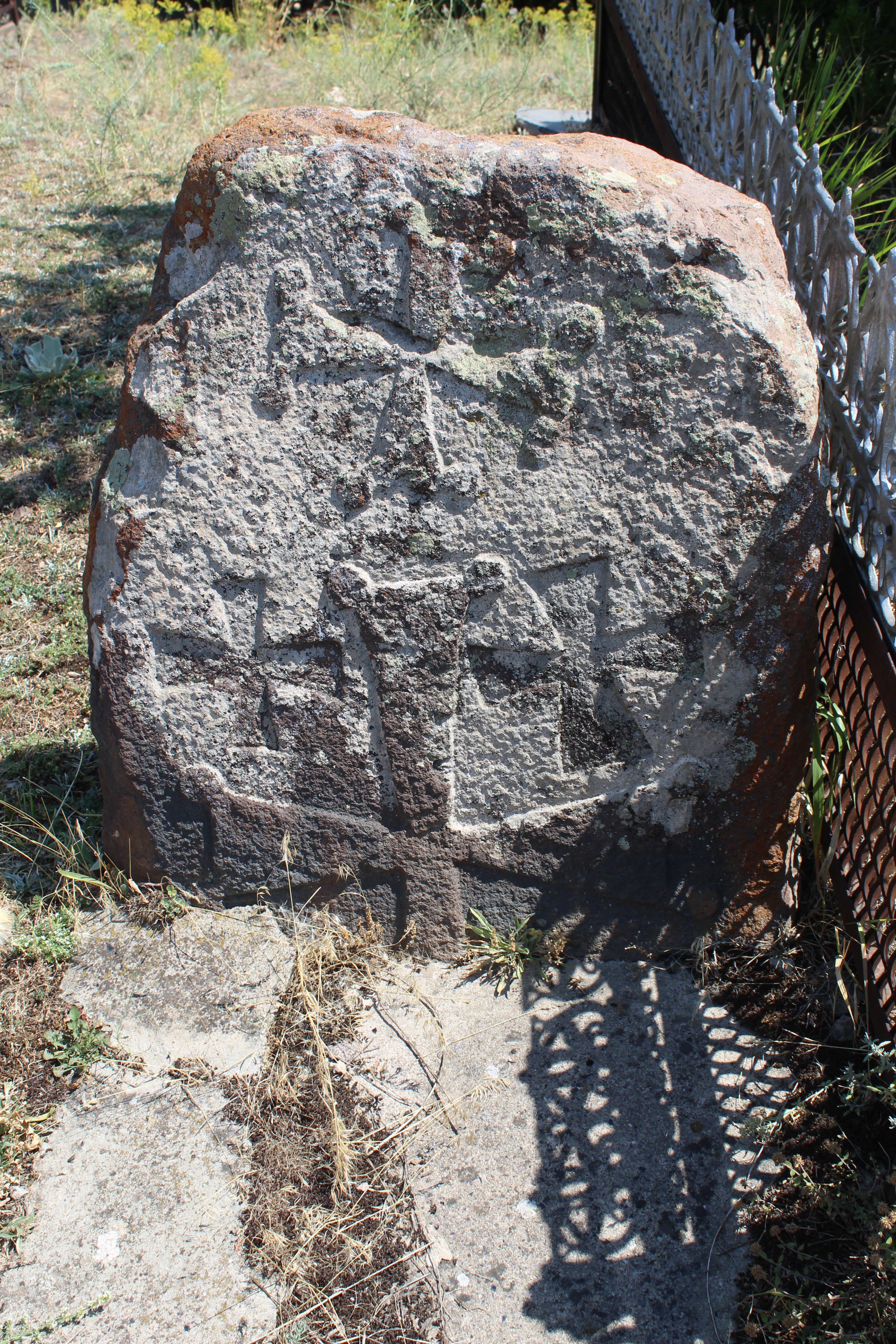
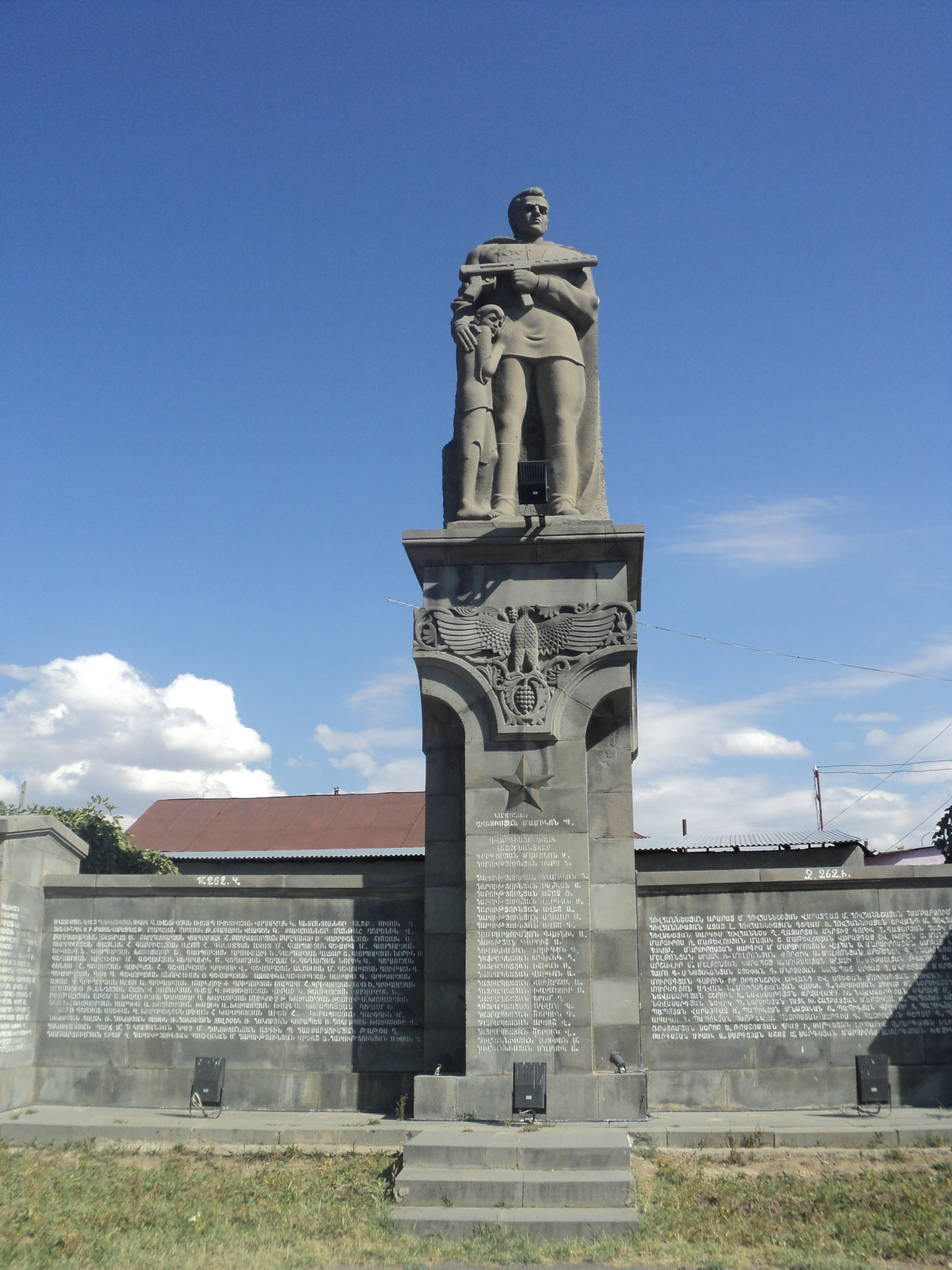
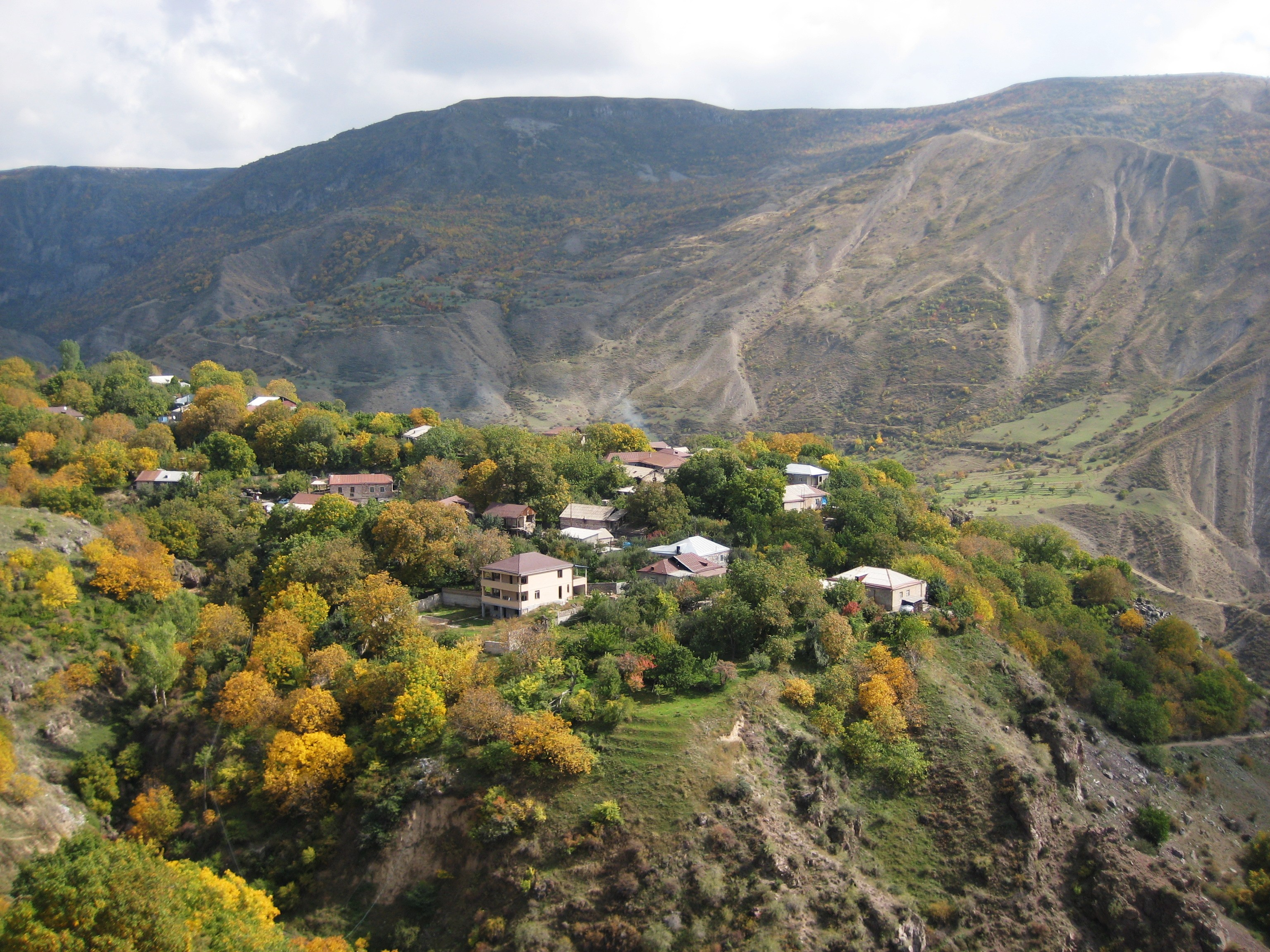
A portion of the village that sits along a ridge overlooking the gorge
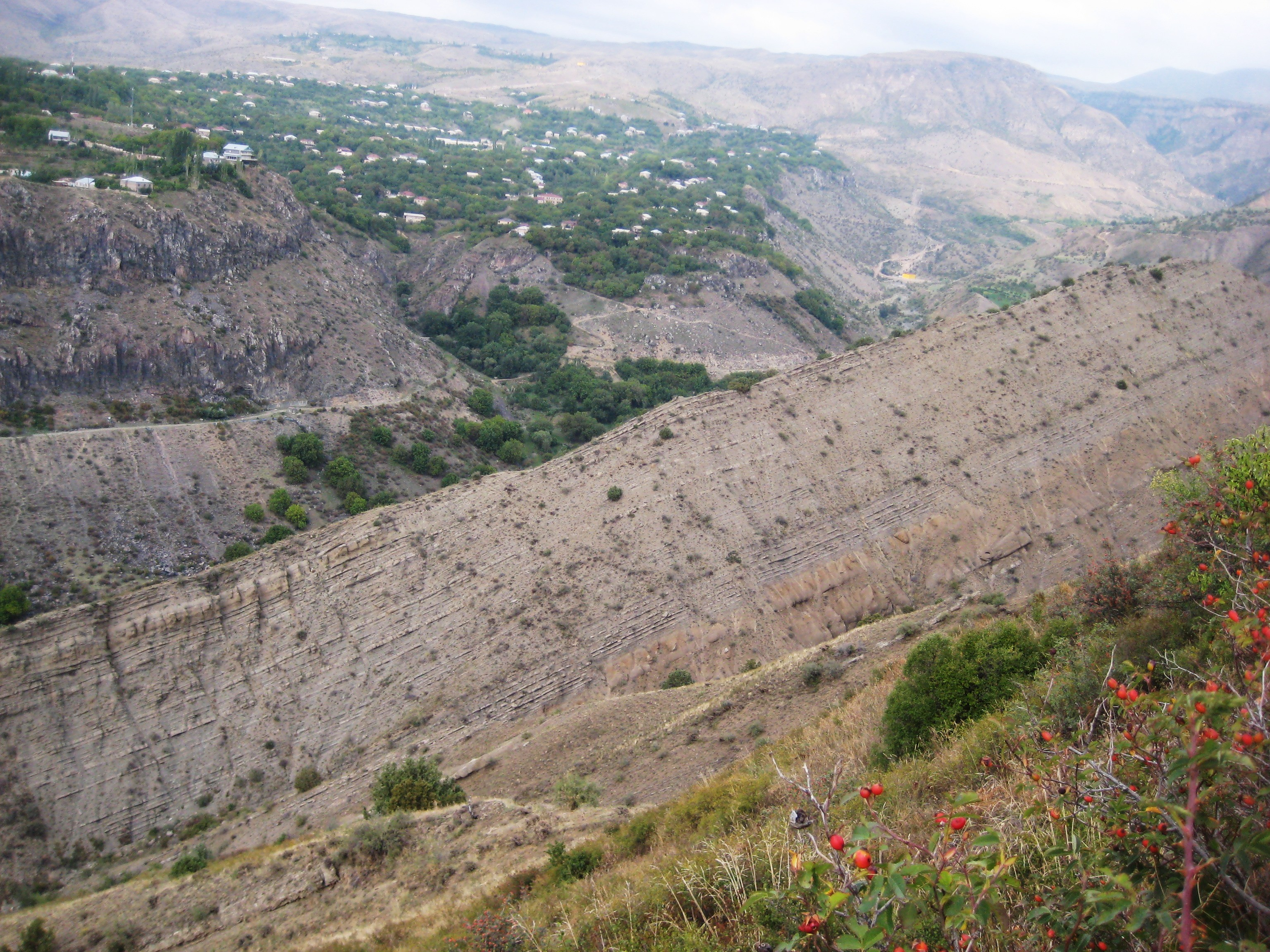
Goght as seen from Havuts Tar Monastery across the gorge
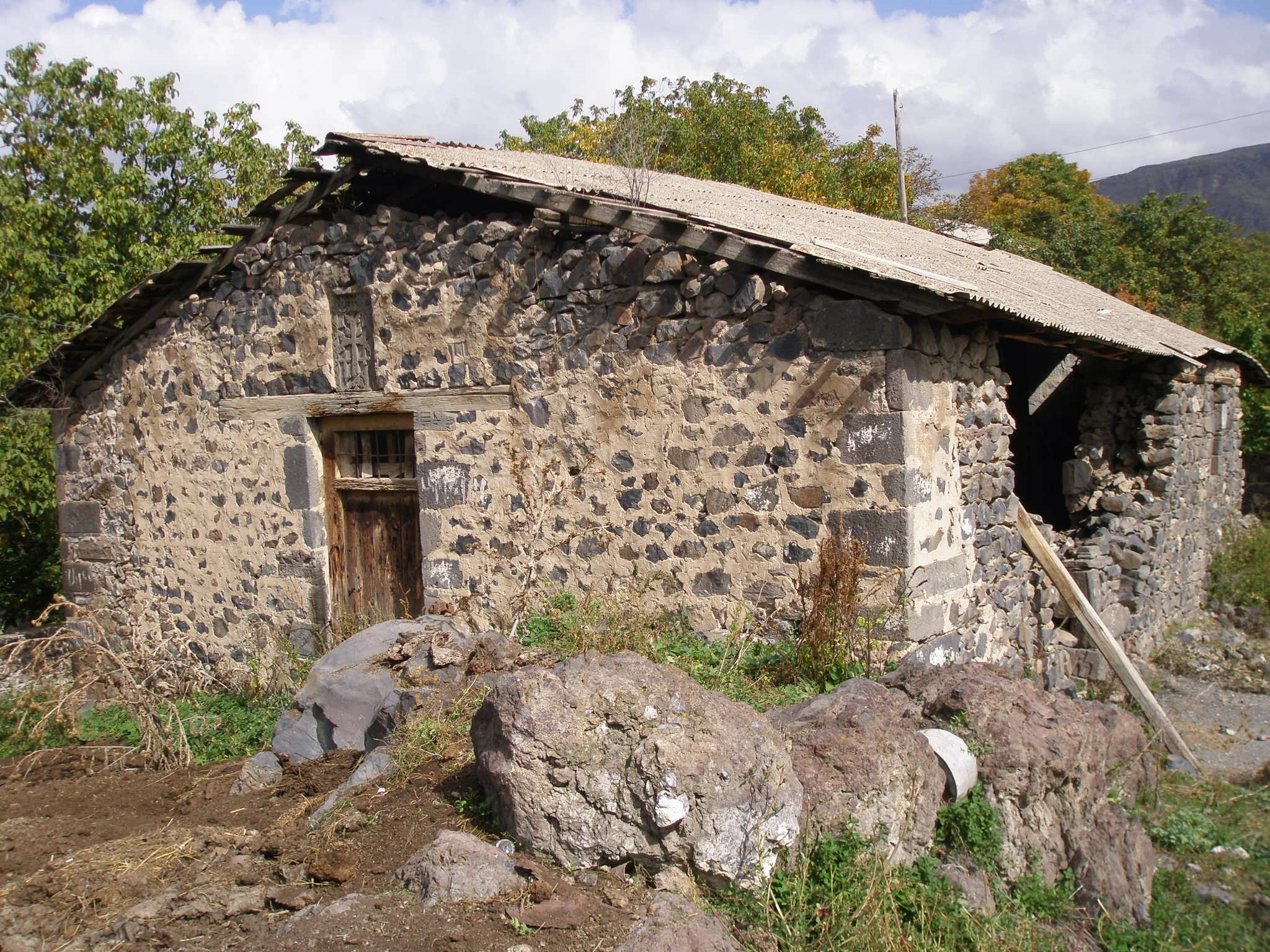
Village church
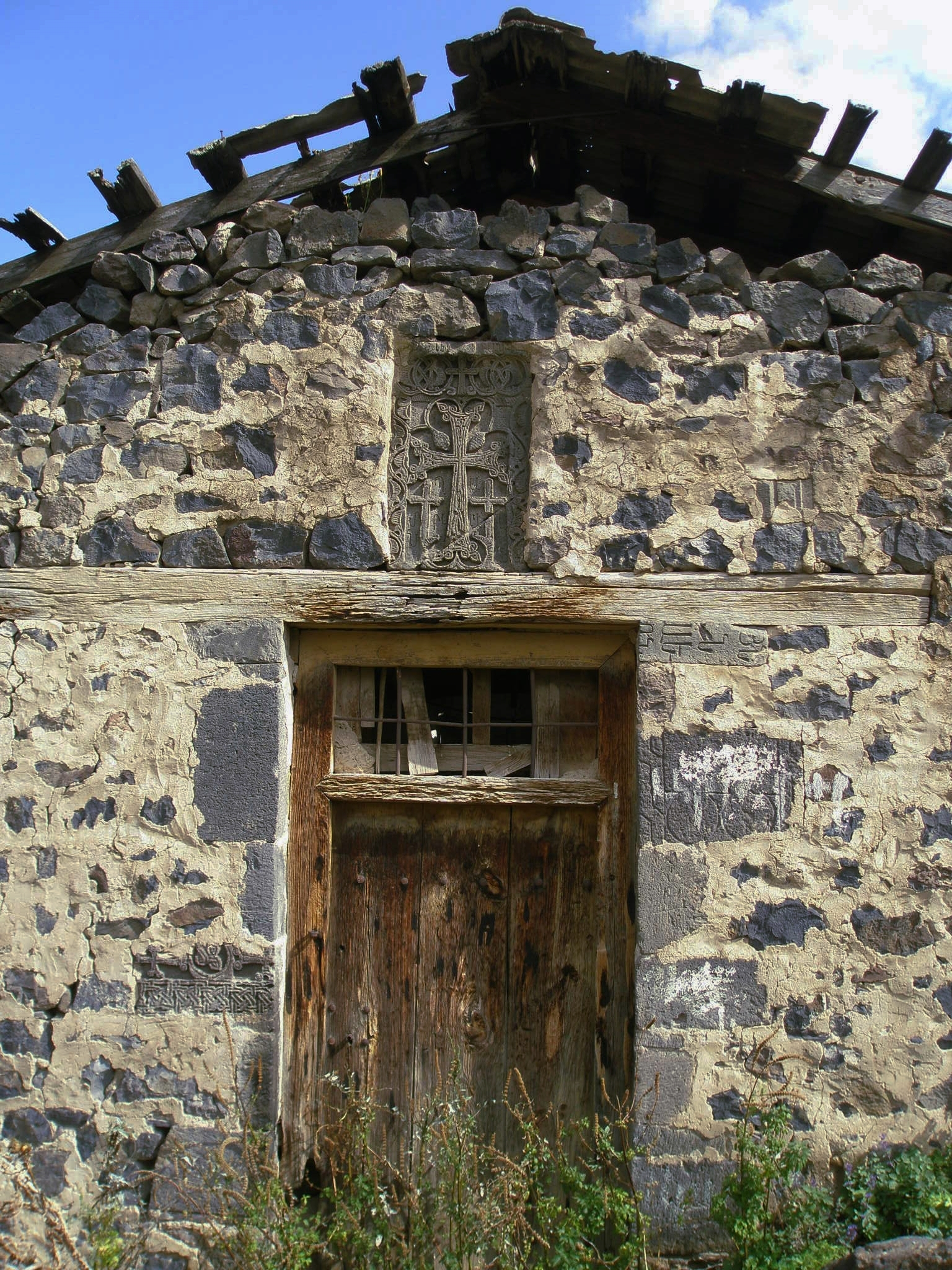
One of the doors leading into the village church
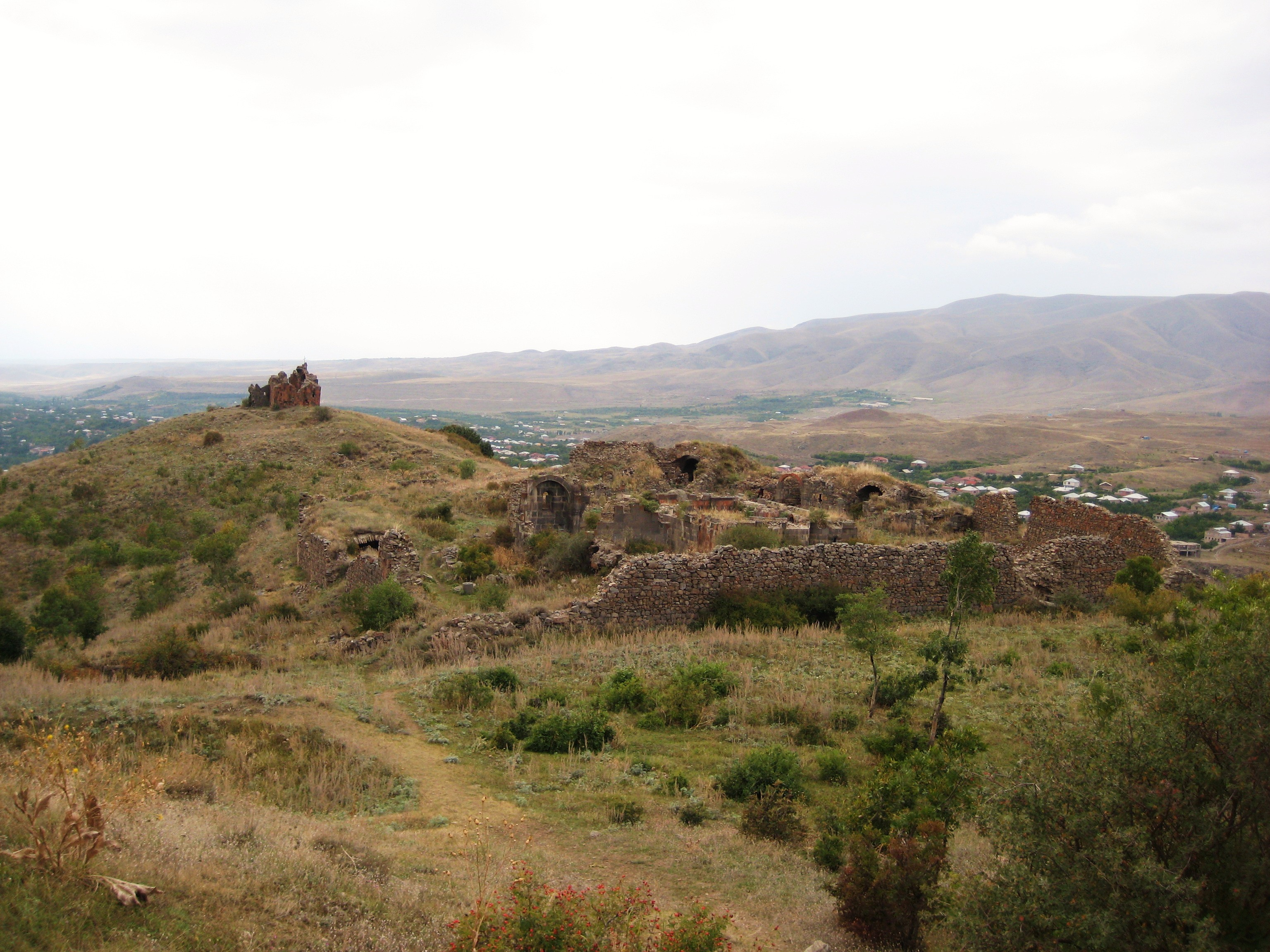
The Havuts Tar Monastic Complex located across the gorge from Goght